# Levkøj
Levkøj (Matthiola R. Br.) er en slægt af blomsterplanter i korsblomstfamilien (Brassicaceae). Dens latinske navn er opkaldt efter den italienske botaniker Pietro Andrea Mattioli (1501-1577). Slægten rummer omtrent 50 arter af en- eller flerårige halvbuskagtige planter, der fortrinsvis vokser i de østlige Middelhavslande.  
Flere arter i slægten levkøj dyrkes på grund af deres vellugtende blomster og livlige farver. 

## Beskrivelse
Bladene er hele eller fjersnitdelte; de er gråligt behårede af stjernehår. Blomsterne har udposede bægerblade og violette, hvide eller snavsetgule kroner. Den for korsblomstrede typiske frugt, skulpen, er lang og temmelig cylindrisk. I frøene ligger kimroden langs med randen af kimbladene. 
Navnet levkøj kan bruges om hele slægten, men anvendes som oftest som navn for varieteter og kultivarer af prydplanten almindelig levkøj ('vinterlevkøj' eller 'toårig levkøj') (Matthiola incana), der herhjemme dyrkes i væksthus og anvendes til buketter.  'Sommerlevkøj' (eller 'enårig levkøj') er en varietet af af Matthiola incana, der tidligere blev kaldt Matthiola annua, og som herhjemme dyrkes på friland om sommeren. Matthiola longipetala (syn. M. bicornis) dyrkes også.

### Sommerlevkøj
Af sommerlevkøjer findes en stor mængde varieteter, der for oversigtens skyld kan henføres til særlige grupper efter deres højde og voksemåde. Hver gruppe har blomster i forskellige farver fra hvidt, gult, rødt til violet. 
Frø af sommerlevkøjer sås i marts eller april i potter eller i bænk, og ikke for tæt, overbruses let med en fin bruse og dækkes derpå med 1/4 cm fint sigtet, og let sandblandet jord. Vanding, efter at spiringen har fundet Sted, må helst undgås; derimod skal der være rigelig med luft til dem. Når de unge planter har 2—4 blade, prikles de, og
senere udplantes de med fra 15–30 cm’s afstand efter højden.

### Vinterlevkøj
Vinterlevkøjen blomstrer først året efter at den er sået og anvendes til udplantning eller pottekultur. Blomsternes farve er den samme som hos sommerlevkøj, højden 50–60 cm; men man har dværgformer, der kun bliver omtrent halvt så store. 
Frøet sås sidst i april på samme måde som sommerlevkøjen, de unge planter prikles og udplantes først i juni med 50 cm’s afstand. De indplantes enkeltvis i potter i oktober og skygges lidt i den første tid. Efter frostfri overvintring i et lyst og luftigt lokale kan de udplantes først i maj i grupper på friland, hvor de vil blomstre til midt i juni. Anvendes Pottekultur, kan blomstringen begynde først i april.